# بارتلتسویل (ایندیانا)
بارتلتسویل (به انگلیسی: Bartlettsville) یک منطقهٔ مسکونی در ایالات متحده آمریکا است که در شهرستان لارنس، ایندیانا واقع شده‌است. بارتلتسویل ۱۶۳٫۹۸ متر بالاتر از سطح دریا واقع شده‌است.